# 楚辞章句
《楚辞章句》是东汉文学家王逸为《楚辞》作的注本。是现存最早的对于《楚辞》的注释版本，也是离《楚辞》创作时代最近的一本注释。由他在《序》
中稱臣，可以判斷是在漢安帝元初年間校書郎任內所完成的官方工作，可能是奉詔命撰修者。由于王逸所在的时代距离《楚辞》的创作时代比较近，许多楚国时的习俗仍然保留着，因此王逸的这本注释中对于《楚辞》内容的背景介绍十分有参考价值。本书在对于《楚辞》的研究中有着极其重要的地位，后世有许多《楚辞》的注本，比如朱熹《楚辭集注》、《楚辞补注》，是在此书的基础上补充而成。

## 內容
《楚辭章句》是在劉向編纂《楚辭》的基礎上建立起來。劉向蒐集了屈原、宋玉、景差、賈誼、淮南小山、東方朔、嚴忌、王褒及劉向個人的作品，共十六卷，《楚辭》成為《四庫全書》集部的總集之祖。王逸把自己的作品《九思》與班固二《敘》，補在後面，總共是十七卷，並且為每篇作品都作了注解。
王逸在注釋詞語時，主要是根據《爾雅》為標準，亦兼及廣泛地徵引古代經典文獻，用來作為自己注釋的依據。王逸也運用了歷史參證的方法，在《楚辭章句序》中他便說「稽之舊章，合之經傳」，強調他對舊有經典、史傳的考證，更歸納出「屈騷」的「比興符碼系統」，在《離騷經序》的末段：「《離騷》之文，依詩取興，引類譬喻，故善鳥香草以配忠貞；惡禽臭物以比讒佞；靈修美人以媲於君；虙妃佚女以譬賢臣；虯龍鸞鳳以託君子；飄風雲霓以為小人。」便大體指出屈原的《離騷》，其語言的特色是「引類譬喻」，並成為「香草美人」的論述傳統。

## 篇目
- 卷一　　離騷
- 卷二　　九歌
- 卷三　　天問
- 卷四　　九章
- 卷五　　遠遊
- 卷六　　卜居
- 卷七　　漁父
- 卷八　　九辯
- 卷九　　招魂
- 卷十　　大招
- 卷十一　惜誓
- 卷十二　招隱士
- 卷十三　七諫
- 卷十四　哀時命
- 卷十五　九懷
- 卷十六　九歎
- 卷十七　九思[7]

## 評價
《四庫全書總目提要》：「逸註雖不甚詳賅，而去古未遠，多傳先儒之訓詁。」